# Atie Voorbij
Atie Voorbij, all'anagrafe Aartje Johanna Voorbij (Hilversum, 20 settembre 1940 – 3 marzo 2024), è stata una nuotatrice olandese.

## Biografia

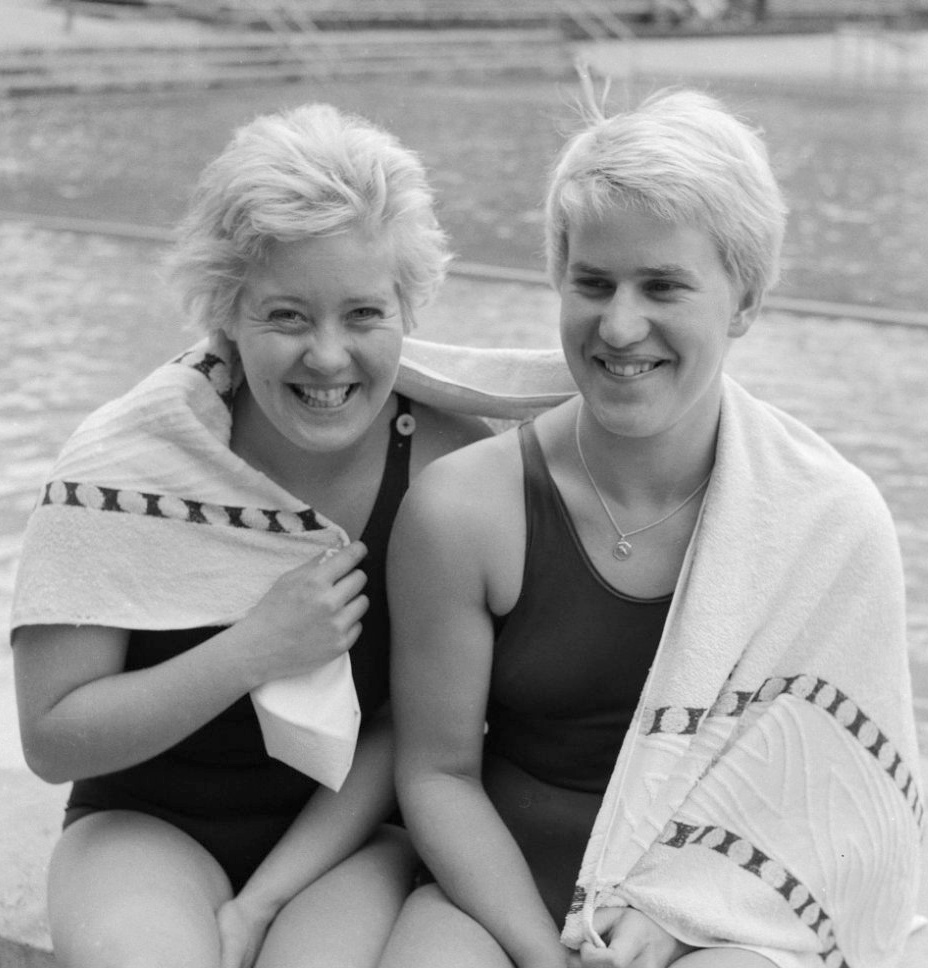
Atie Voorbij insieme a Lenie de Nijs nel 1961

Studentessa al terzo anno in un corso di economia domestica, Atie Voorbij fece registrare all'età di quattordici anni il record del mondo sulla distanza dei 100 m farfalla (1'07"6), venendo tuttavia superata appena tre minuti dopo dalla compagna di squadra Mary Kok (1'06"1). Ebbe come suo allenatore Jan Stender
Nel luglio del 1955, fece parte della staffetta che batté il record del mondo nella 4x100 m misti (5'00"1), insieme alle compagne Jopie van Alphen, Rika Bruins e Hetty Balkenende. Sulla distanza individuale dei 100 m farfalla, Atie Voorbij stabilì svariate volte il record del mondo, divenendo una diretta rivale della statunitense Shelley Mann. Qualificatasi per le Olimpiadi di Melbourne, i giochi del 1956 avrebbero dovuto essere l'occasione per il duello tra le due rivali, tuttavia i Paesi Bassi boicottarono la manifestazione, pertanto Atie Voorbij non poté gareggiare e Shelley Mann vinse l'oro olimpico.
Nel giugno del 1957, durante una gara, sua madre morì, colpita da un'emorragia cerebrale a bordo del motoscafo con cui seguiva la figlia.
Nel 1958, ai campionati europei, Atie Voorbij vinse la medaglia d'argento nei 100 m farfalla, alle spalle della connazionale Tineke Lagerberg, nonché la medaglia d'oro nella staffetta 4x100 m misti, insieme a Lenie de Nijs, Ada den Haan e Cocki van Engelsdorp Gastelaars; le quattro stabilirono in quell'occasione il record del mondo sulla distanza, con il tempo di 4'52"9.
Nel 1960 prese parte alle Olimpiadi di Roma, ottenendo il quinto posto nei 100 m farfalla.
In carriera, Atie Voorbij fu campionessa nazionale dei 100 m farfalla per cinque volte e stabilì un totale di nove record del mondo tra individuale e staffetta.
Morì il 3 marzo 2024 all'età di 83 anni.

## Palmarès
| Giochi olimpici        | 100 m farfalla  | ---             |
| 1960 Roma Italia       | 5ª 1'13"3       | ---             |
| Campionati europei     | 100 m farfalla  | 4 × 100 m mista |
| 1958 Budapest Ungheria | Argento: 1'12"1 | Oro: 4'52"9     |